# Never Tear Us Apart
«Never Tear Us Apart» — композиция австралийской поп-рок-группы INXS с альбома Kick, выпущенная синглом в августе 1988 года. Музыку к песне написал клавишник Эндрю Фаррисс. Он записал на пианино демоверсию в блюзовой манере в стилистике Фэтса Домино и продемонстрировал Майклу Хатченсу, написавшему слова.
«Never Tear Us Apart» — баллада, написанная в темпе современного венского вальса, с синтезаторным звучанием и содержащая драматические паузы перед инструментальными перерывами. Кирк Пенгилли ближе к концу исполняет соло на саксофоне. Согласно примечаниям к «Shine Like It Does: The Anthology (1979—1997)», песня была написана на фортепиано в виде блюзового номера в стиле Фэтса Домино. Продюсер Крис Томас предложил вместо этого аранжировку на основе синтезатора.
Видеоклип на песню с расширенным вступлением был снят в разных местах Праги наряду с «Guns in the Sky» и «New Sensation», все они были сняты режиссёром Ричардом Левенштейном.
Сингл занял 24-е место в Великобритании и оставался в чартах в течение семи недель. В США он занял 7-е место в Billboard Hot 100.
После смерти Майкла Хатченса в 1997 году, его гроб был вынесен из собора Святого Эндрюса оставшимися членами INXS и младшим братом Реттом, когда на заднем плане звучала песня «Never Tear Us Apart».
После запуска в 2014 году автобиографического мини-сериала о группе «INXS: Never Tear Us Apart» песня вернулась в чарты Австралии и Новой Зеландии, побив на родине прежний рекорд — 11-е место против 18-го. В январе 2018 года песня вошла в рейтинг радиостанции «Triple M» «ста самых „австралийских“ песен всех времён», заняв 18-е место.

## Позиции в чартах
| Чарт                | Позиция |
| ------------------- | ------- |
| ARIA Charts         | 14      |
| Фландрия Ultratop   | 8       |
| RPM                 | 9       |
| SNEP                | 48      |
| Top100 Singles      | 66      |
| Irish Singles Chart | 98      |
| Dutch Top 40        | 7       |
| Singles Top 100     | 9       |
| Recorded Music NZ   | 21      |
| UK Singles Chart    | 24      |
| Billboard Hot 100   | 7       |
| Top Rock Tracks     | 5       |
| Чарт (2014)         | Позиция |
| ARIA Charts         | 11      |
| Recorded Music NZ   | 27      |

## Дополнительные факты
- В мае 1994 года INXS исполнили «Never Tear Us Apart» на фестивале The Great Music Experience[20] (проходившем в древнем буддистском храме Тодай-дзи на горе Нара, Япония) под аккомпанемент традиционных японских инструментов[21].
- Песня вошла в саундтрек научно-фантастического фильма «Донни Дарко» 2001 года.
- В том же 2001 году была ремикширована и выпущена синглом под названием «Precious Heart»[22] (попав в Топ-20 Британии[23]); впоследствии вошла в альбом INXS²: The Remixes.
- На трибьют-альбоме Original Sin 2010 года доступна оркестровая версия песни.
- С марта 2014 года является неофициальным гимном клуба Port Adelaide Австралийской футбольной лиги[24].
- Песня вошла в саундтрек фильма «Fifty Shades Freed»[25].

## Кавер-версии
- Том Джонс и Натали Имбрулья (1999)
- Джо Кокер (2002)
- Бек & St. Vincent (2010)
- Палома Фейт (2012)
- Эмма Луис (2014)
- Саманта Джейд (2014)
- Тина Арена (2015)
- Маргарита Позоян (2018)[26]